# Kärnfysik

Alla kända nuklider och deras halveringstider. I grafen är y-axeln totala antalet neutroner (N) och x-axeln är antalet protoner (Z) i nukliden.

Kärnfysik är den del av fysiken som berör atomkärnorna, deras beståndsdelar, struktur, dynamik och de krafter som verkar på och inom dem.
En atomkärna består av nukleoner. Protoner och neutroner är nukleoner. Dessa är i sin tur uppbyggda av mindre partiklar, så kallade kvarkar. Eftersom protonerna är positivt laddade och neutronerna saknar laddning, verkar elektromagnetiska krafter för att slita isär kärnan, som dock hålls ihop av stark växelverkan.